# Mahaanaélhihuraa
Mahaanaélhihuraa (ou Mahaana Elhi Huraa) est une petite île des Maldives. Elle constitue une des îles-hôtel des Maldives en accueillant le Rihiveli Resort & Spa en 1983. Son nom signifie « île de la tombe ». "Rihiveli" signifie "sable d'argent" en Dhivehi, la langue des Maldives. 
En mai 2018, une équipe francophone reprend la gestion de l'île sous le nom Rihiveli The Dream avec pour objectifs de protéger son environnement, le bien être des employés et la convivialité sur l'île. Le 26 avril 2019, la chaîne de télévision France 2 présente un reportage sur les Maldives dans le journal du 20h. Dans ce reportage, les exemples de projets environnementaux aux Maldives sont présentés et une présentation de Rihiveli The Dream et ses objectifs est montré. 

## Géographie
Mahaanaélhihuraa est située dans le centre des Maldives, au Sud de l'atoll Malé Sud, dans la subdivision de Kaafu.